# Breviceps mossambicus
Breviceps mossambicus es una especie  de anfibios de la familia Brevicipitidae.

## Distribución geográfica
Se encuentra en Botsuana, República Democrática del Congo, Malaui, Mozambique, Sudáfrica, Suazilandia, Tanzania, Zambia, Zimbabue y, posiblemente, Lesoto.